# Хорслипс
„Хорслипс“ (на английски: Horslips) е ирландска фолк рок група.
Създадена е през 1970 година в Дъблин и е смятана за един от основоположниците на направлението във фолк рока, интегриращо елементи на ирландската народна музика, станало известно като селтик рок. Стилът им постепенно започва да включва повече елементи на рока. Групата се разделя през 1980 година, но след 2004 година се събира периодично за концерти и издава няколко албума.